# 모빌리티 환승 거점
모빌리티 환승 거점(Hub)은 2020 CES에서 처음 공개된 스마트 모빌리티 솔루션 중 하나이다. 모빌리티 환승 거점(Hub)은 차세대 모빌리티 사업에서 운송 수단과 운송 수단을 연결해주는 역할을 수행한다.

## 구조
모빌리티 환승 거점(Hub)은 총 4층 구조로 제시되었다.
- 지하 2층: 창고 및 다용도실 등
- 지하 1층: 위생, 긴급 대피 시설 등
- 지상 1층: 도심 지상 모빌리티와 도킹 할 수 있도록 총 10개의 도킹 스테이션(Docking Station) 존재

- 옥상 : 도심 하늘을 날아다니며 이동하는 항공 모빌리티가 착륙할 수 있도록 원형 착륙장 존재

## 같이 보기
- PBV
- 개인용 비행체
- 도심 항공 교통